# Nürnberg Hauptbahnhof
Nürnberg Hauptbahnhof är centralstationen i Nürnberg i Tyskland. 
Stationen är en genomgående station och trafikeras bland annat av snabbtåg på Höghastighetslinjen Berlin–München. Nürnbergs tunnelbana ansluter med en station för linje U1, U2 och U3 samt även spårvägen.

## Galleri

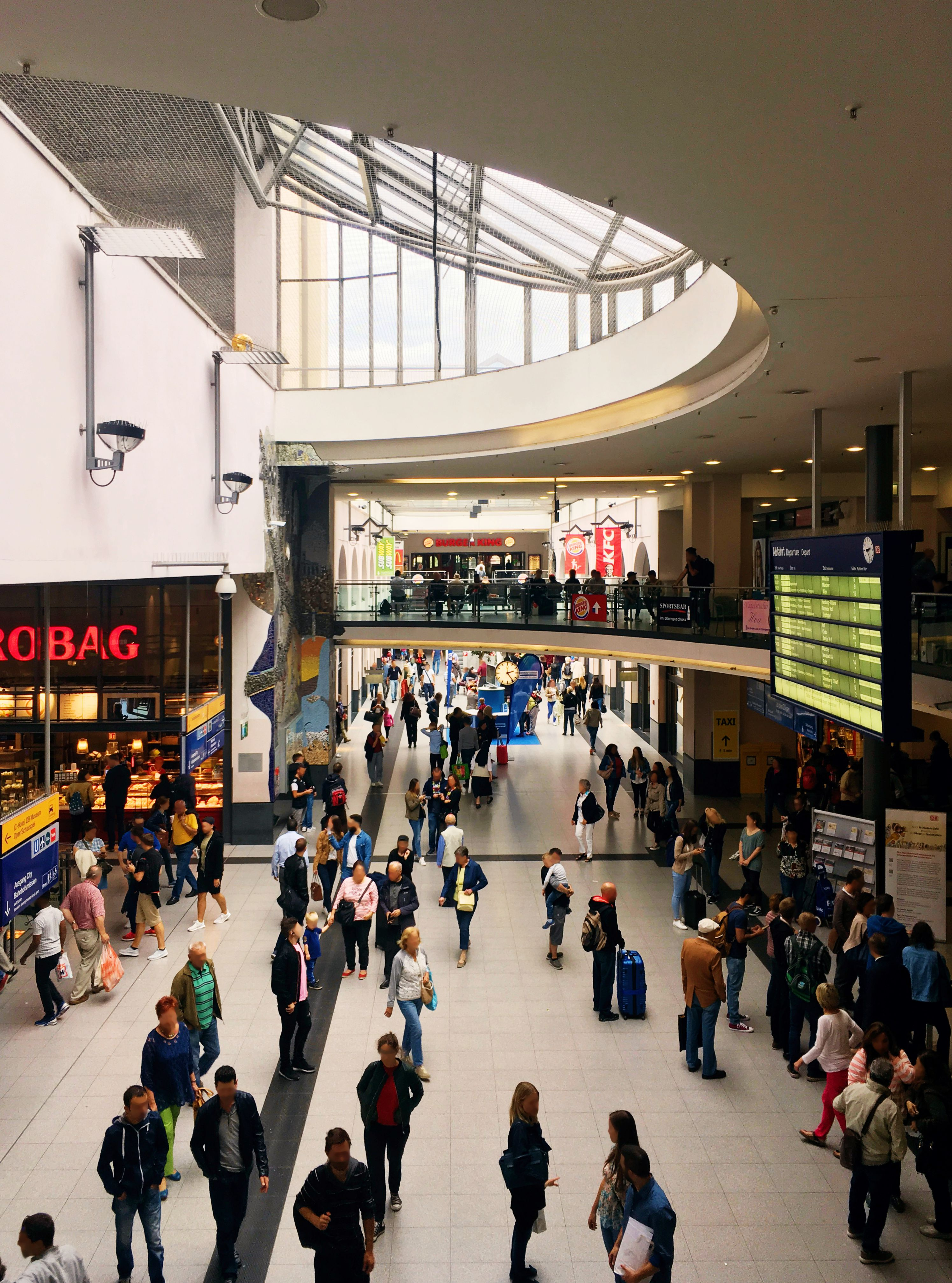
Centralhallen
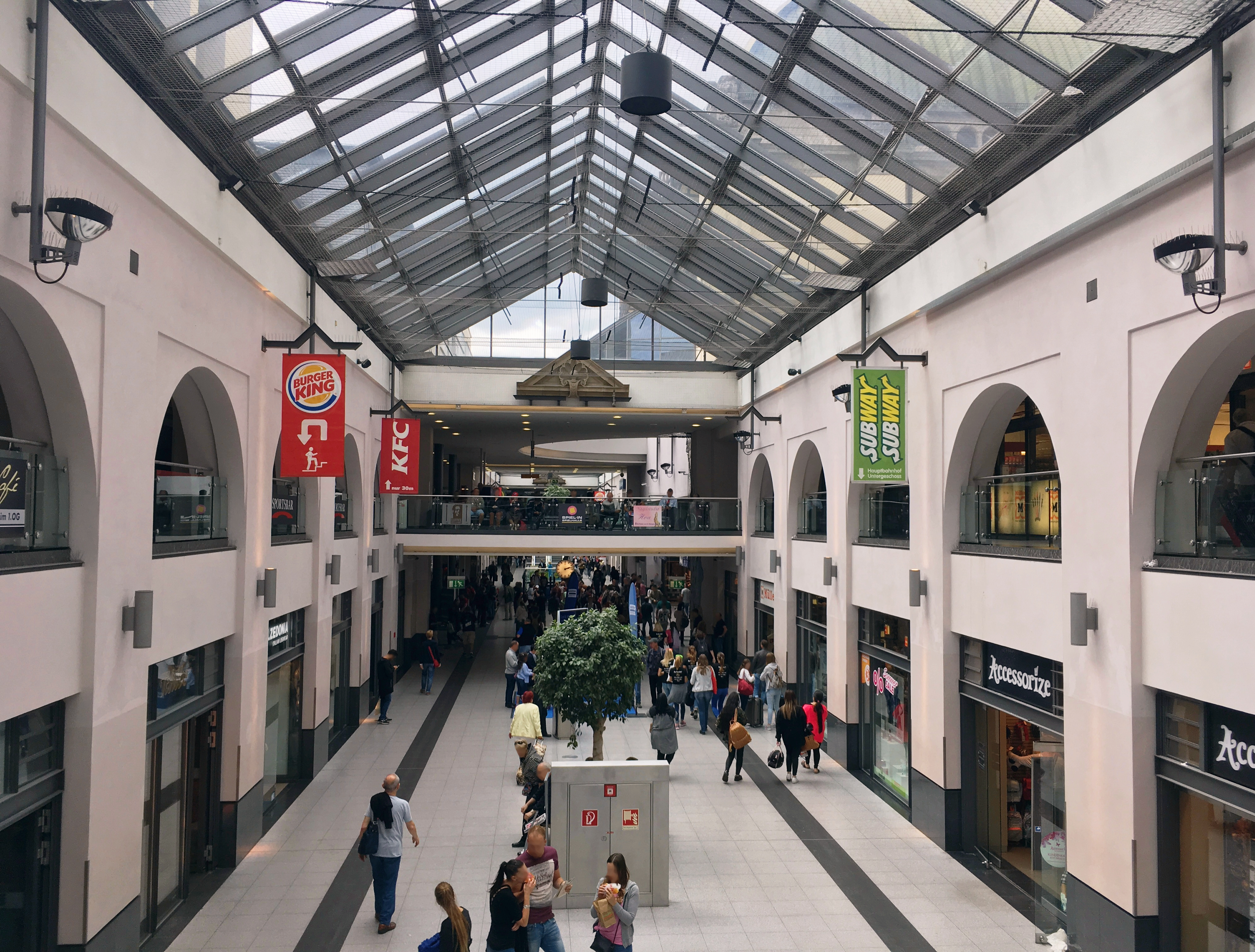
Östra flygeln
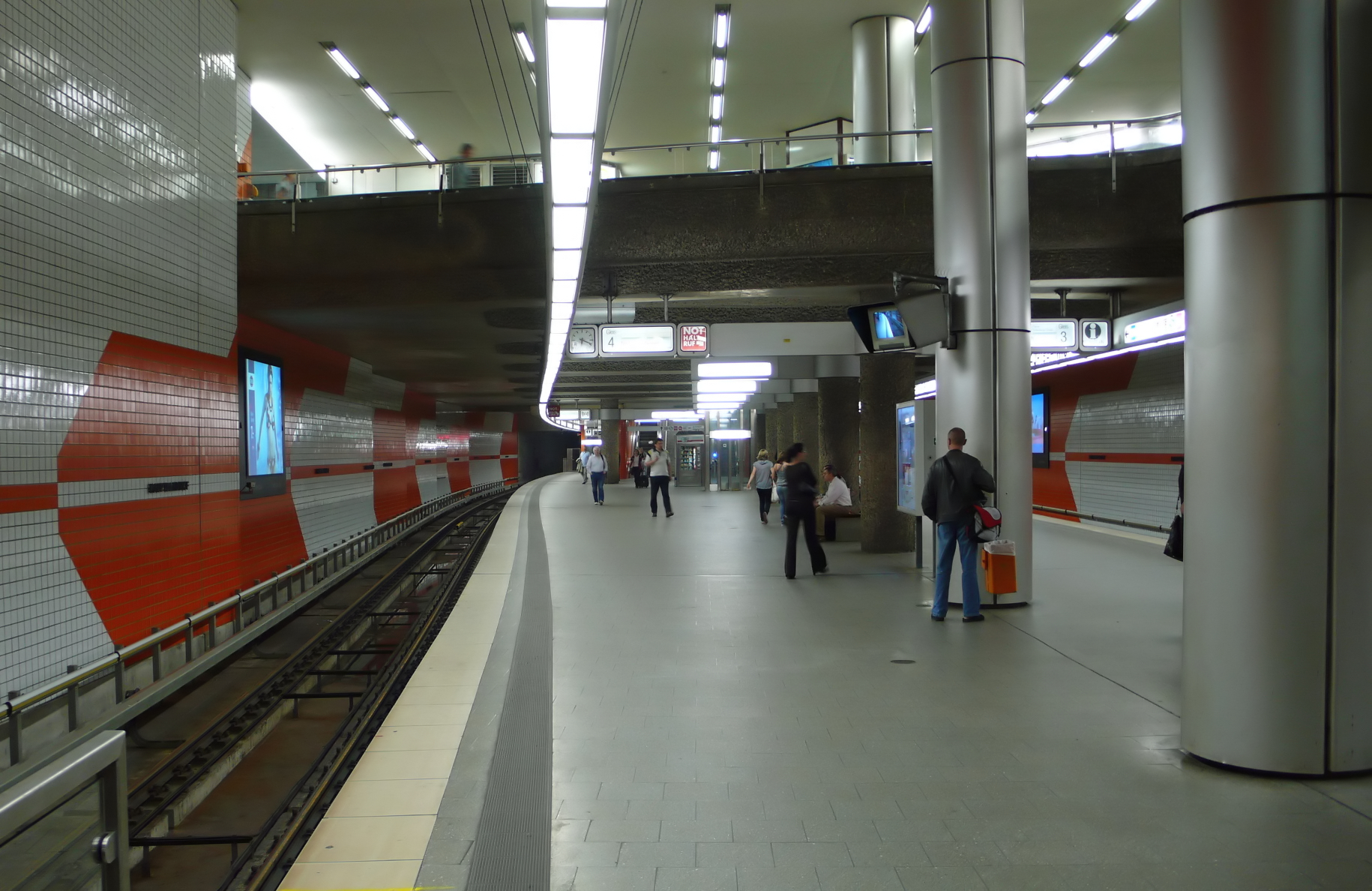
Tunnelbanestation Hauptbahnhof

1. ↑  hämtat från: tyskspråkiga Wikipedia.[källa från Wikidata]